# Língua mainatari
O mainatari (ou maihanatari) é uma língua extinta da família linguística arawak falada no Castaña-Paraná, um afluente do rio Siapa na Venezuela.
52 palavras foram coletadas por Johann Natterer em 1831.

## Vocabulário
Vocabulário mainatari segundo Natterer (1831: 331-333) (em Ramirez 2019/2020):
| Português              | Mainatari    |
| ---------------------- | ------------ |
| cabeça                 | -júhu-dau    |
| cabelo                 | -ʃehi        |
| orelha                 | -tehĩn       |
| olho                   | -awi         |
| nariz                  | -ti          |
| boca                   | -numa        |
| dente                  | -aida        |
| pé                     | -eti         |
| coxa                   | -hohi        |
| mão                    | -kapi        |
| barriga                | -paga        |
| carne                  | -ʃné         |
| branco (pessoa)        | jalanai      |
| irmão                  | baaba, -iejú |
| irmã                   | meme, -tegau |
| anta                   | ama-hingo    |
| peixe                  | maʃatʃi      |
| sol                    | kamóhu       |
| lua                    | kamu (?)     |
| estrela                | siwi         |
| água                   | uni          |
| casa                   | paigü        |
| fogo                   | ikatʃe       |
| eu                     | no-          |
| quê?                   | maĩna        |
| cão; animal de criação | biga-di      |
| anta                   | amáhingo     |
| queixada               | hapitʃa      |
| veado                  | anhinga      |
| onça                   | ʃawü         |
| mutum                  | tumuku       |
| urumutum               | ʃahimahin    |
| cujubim                | koragü       |
| urubu                  | wagu         |
| arara                  | itihĩn       |
| jabuti                 | ʃanaʃu       |
| peixe                  | maʃatʃi      |
| jamaru (cabaça)        | kakuhida     |
| mandioca               | kehi / keʃi  |
| beiju                  | kai          |
| milho                  | tʃono        |
| banana                 | banala       |
| arco                   | kurapa       |
| canoa                  | iʃaa         |
| caxiri                 | ʃaraki       |
| machado                | ʃipala       |
| pote                   | orusu        |
| rede                   | mengü        |
| zarabatana             | watahũn      |